# Troglodytes aedon
Lo scricciolo delle case (Troglodytes aedon Vieillot, 1809) è un uccello canoro della famiglia Troglodytidae. Lo si trova dal Canada sino all'estremo Sud America, ed è il più comune scricciolo nelle aree suburbane del Nuovo Mondo.

## Descrizione
Gli adulti sono lunghi 11.5 cm e pesano 12 g. L'aspetto esteriore delle varie sottospecie è molto vario, con il dorso che varia dal grigio-marrone opaco sino al rosso-marrone intenso e l'addome variante dal marrone, passando per il grigio acceso o pallido, sino al bianco puro. Tutte le sottospecie hanno bande nerastre sulle ali e sulla coda ed alcune specie anche sui fianchi. Tutte le sottospecie hanno vaghe sopracciglia e anelli oculari, un becco lungo e sottile con la mandibola superiore nerastra e quella inferiore giallastra o grigio chiaro con la punta nera. Le gambe sono rosa o grigie.

## Biologia

### Canto
Il canto vivace di questo uccello può essere molto facilmente sentito durante la stagione riproduttiva, ma raramente nel resto dell'anno. C'è una marcata differenza nel canto a seconda della regione geografica benché essa sia più graduale della variazione dell'aspetto esteriore. Gli uccelli dell'estremo nord e sud hanno comunque differenze marcate nei canti.

### Alimentazione
Questi uccelli cacciano insetti, larve di farfalla, ragni e lumache.

### Riproduzione
Le abitudini nidificatrici non sembrano differire significativamente tra lo scricciolo delle case settentrionale e quello meridionale. Essi costruiscono usualmente un largo nido a coppa in vari tipi di cavità, impiegandoci circa una settimana. Il nido è situato come minimo a qualche metro dal suolo ma occasionalmente può essere, almeno nelle specie meridionali, anche costruito su scogliere alte anche più di 15 m. Le cavità possono essere naturali o artificiali e talvolta risultano posti inusuali.
Gli scriccioli delle case sono animali tenaci e aggressivi considerate le loro dimensioni ridotte. Occasionalmente possono distruggere le uova di altri uccelli nidificanti nel loro territorio rompendone i gusci. È anche noto che possano riempire il nido di altri uccelli nel loro territorio con bastoncini per renderlo inutilizzabile.
La nidiata tipica di uno scricciolo delle case è da tre a sei uova color crema chiazzate di rosso pesanti 1,4 g ciascuna, misurando ai massimi 17 mm di lunghezza e 13,4 mm di larghezza. Solo la femmina le cova per circa 14-16 giorni. Quando nel nido, il maschio fornisce alla femmina il cibo. I piccoli, che come tutti i passeriformi nascono implumi e indifesi, impiegano dai 15 ai 19 giorni per lasciare il nido. I pulcini sono nutriti da entrambi i genitori e necessitano molto cibo a causa delle ridotte dimensioni (regola di Bergmann). Man mano che si avvicinano all'indipendenza, i genitori impiegano la maggior parte del loro tempo procacciandogli cibo. La perdita di figli dovuti alla predazione è risultata essere quasi insignificante.
Le popolazioni migranti nidificano sei settimane dopo il ritorno dalle località di svernamento, lasciando teoricamente il tempo per una seconda nidiata. Nelle foreste montane subtropicali della Argentina nordoccidentale e habitat simili, lo scricciolo delle case meridionale si riproduce nei mesi estivi piovosi da ottobre fino ai primi di dicembre.

## Distribuzione e habitat
Nel nord America lo scricciolo delle case raggiunge la massima densità popolativa nelle foreste i letti dei fiumi nelle grandi pianure occidentali, dove usa i fori creati dai picchi come nidi. Nella America centrale e del sud esso può essere trovato praticamente in ogni habitat e, come indicato dal suo nome comune, spesso convive con l'uomo. Gli esemplari del nord America migrano verso gli Stati Uniti meridionali e il Messico per l'inverno. La maggior parte ritorna alle aree riproduttive nel tardo aprile o maggio, e parte a settembre od ottobre.

## Tassonomia

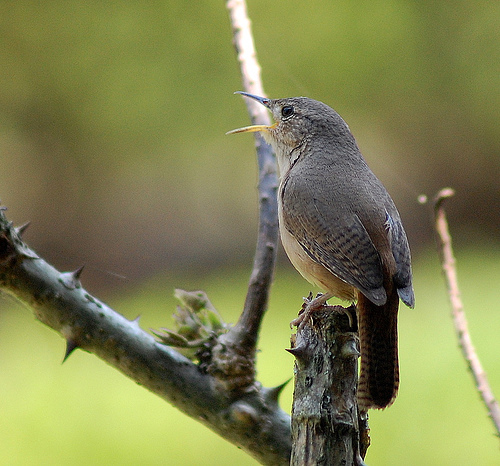
Troglodytes aedon musculus
Giardino botanico di San Paolo (Brasile)

Il Congresso Ornitologico Internazionale (settembre 2013) considera valide le seguenti sottospecie:
- Troglodytes aedon aedon Vieillot, 1809 - sottospecie nominale, diffusa nel Canada sudorientale e negli Stati Uniti orientali
- Troglodytes aedon parkmanii Audubon, 1839
- Troglodytes aedon cahooni Brewster, 1888
- Troglodytes aedon brunneicollis Sclater, 1858
- Troglodytes aedon nitidus Nelson, 1903
- Troglodytes aedon intermedius Cabanis, 1861
- Troglodytes aedon peninsularis Nelson, 1901
- Troglodytes aedon beani Ridgway, 1885
- Troglodytes aedon inquietus Baird, 1864
- Troglodytes aedon carychrous Wetmore, 1957
- Troglodytes aedon pallidipes Phillips, 1986
- Troglodytes aedon guadeloupensis (Cory, 1886)
- Troglodytes aedon rufescens (Lawrence, 1877)
- Troglodytes aedon martinicensis (Sclater, 1866) †
- Troglodytes aedon mesoleucus (Sclater, PL, 1876)
- Troglodytes aedon musicus (Lawrence, 1878)
- Troglodytes aedon grenadensis (Lawrence, 1878)
- Troglodytes aedon tobagensis Lawrence, 1888
- Troglodytes aedon atopus Oberholser, 1904
- Troglodytes aedon effutitus Wetmore, 1958
- Troglodytes aedon striatulus (Lafresnaye, 1845)
- Troglodytes aedon columbae Stone, 1899
- Troglodytes aedon clarus Berlepsch & Hartert, 1902
- Troglodytes aedon albicans Berlepsch & Taczanowski, 1884
- Troglodytes aedon musculus Naumann, 1823 - diffusa dal Brasile centrale e orientale all'Argentina nord-orientale e al Paraguay orientale
- Troglodytes aedon bonariae Hellmayr, 1919
- Troglodytes aedon puna Berlepsch & Stolzmann, 1896
- Troglodytes aedon audax Tschudi, 1844
- Troglodytes aedon carabayae Chapman & Griscom, 1924
- Troglodytes aedon tecellatus d'Orbigny & Lafresnaye, 1837
- Troglodytes aedon rex Berlepsch & Leverkühn, 1890
- Troglodytes aedon atacamensis Hellmayr, 1924
- Troglodytes aedon chilensis Lesson, 1830

Tre specie provenienti da altre isole oceaniche erano originariamente considerate come sottospecie di T. aedon, ma ora sono ritenute specie separate:
- Scricciolo di Cobb Troglodytes cobbi – Isole Falkland
- Scricciolo di Revillagigedo Troglodytes sissonii – Revillagigedo
- Scricciolo di Tanner Troglodytes tanneri – isola di Clarion

## Conservazione
Si tratta di una specie molto comune e con un areale estremamente ampio, classificato dalla IUCN Red List come specie a rischio minimo (Least Concern).

La sottospecie Troglodytes aedon martinicensis, endemica della Martinica, si è estinta nel XIX secolo.
Alcune sottospecie, specialmente quelle delle Piccole Antille, sono rare e altamente minacciate:
- Troglodytes aedon guadeloupensis – Guadalupe, forse estinta (tardo ventesimo secolo).[senza fonte]
- Troglodytes aedon mesoleucus – Saint Lucia, ritenuta estinta negli anni '70, successivamente riscoperta ma tuttora pericolosamente rara.[senza fonte]
- Troglodytes aedon musicus - Saint Vincent, era vicina all'estinzione nel tardo novecento, ha recuperato popolazione ed attualmente è comune.[senza fonte]

## Rapporti con l'uomo
Le sue piccole dimensioni e la sua confidente e audace natura fanno dello scricciolo delle case un animale ben voluto. Gli scriccioli delle case possono nidificare nei giardini, nei limiti del loro areale, se gli si offre un nido artificiale con l'ingresso abbastanza piccolo da non provocare rivalità con altre specie comuni.